# Achmet Kuanowitsch Schubanow

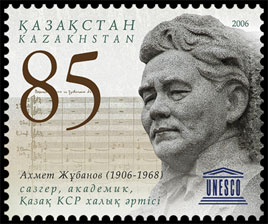
Kasachische Briefmarke zum 100. Geburtstag von Schubanow

Achmet Kuanowitsch Schubanow (kasachisch Ахмет Қуанұлы Жұбанов, russisch Ахмет Куанович Жубанов; * 16. Apriljul. / 29. April 1906greg. in Kossuaktam, Gebiet Aqtöbe, Russisches Kaiserreich; † 30. Mai 1968 in Almaty, Sowjetunion) war ein kasachisch-sowjetischer Komponist.
Schubanow studierte am Leningrader Konservatorium. Seit 1934 lebte er in Alma-Ata (heute Almaty), wo er ein kasachisches Volksinstrumentenorchester gründete. Von 1945 bis 1951 war er Rektor des Kasachischen Nationalkonservatoriums in Almaty.
Er komponierte zwei Opern, eine sinfonische Dichtung, eine Suite und eine Ouvertüre, Violin-, Klavier- und Vokalwerke, Stücke für kasachische Volksinstrumente und eine Filmmusik. Auch seine Tochter Ghasisa Schubanowa wurde als Komponistin bekannt.

## Werke
- Abaj (mit L.A. Chamidi, Alma-Ata, Neufassung Moskau 1958)
- Tulegen Tochtarow (desgl. 1947, Neufassung 1963)